# اپرای سه‌پولی (فیلم)
اپرای سه‌پولی (آلمانی: Die 3 Groschen-Oper) یک فیلم درام موزیکال به کارگردانی گئورگ ویلهلم پابست محصول سال ۱۹۳۱ است که بر پایهٔ نمایش موزیکال اپرای سه‌پولی اثر برتولت برشت ساخته شد.

## بازیگران
- رودولف فورستر
- رینهولد شونزل
- فریتس راسپ
- لوته لنیا
- هرمن تیمیخ
- ارنست بوش
- ولادیمیر سوکولوف
- آلبر پرژان
- آنتونن آرتو
- گستون مودو